# Confinamiento del color

La fuerza de color asociada al campo gluónico de Yang-Mills de la cromodinámica cuántica produce el confinamiento por una razón aparentemente sencilla, a partir de cierta distancia es más favorable energéticamente calcular un par quark-antiquark que seguir elongando un tubo de flujo de color asociado al campo gluónico.

El confinamiento del color (o simplemente confinamiento) es una propiedad de las partículas elementales que poseen una carga de color : estas partículas no pueden estar aisladas y se las observa únicamente con otras partículas de tal manera que la combinación formada sea blanca, esto es que su carga de color total sea nula. Esta propiedad está en el origen de la existencia de los hadrones.

## Descripción fenomenológica
El fenómeno de confinamiento junto con la propiedad de libertad asintótica son dos de las propiedades interesantes de la teoría de la cromodinámica cuántica formulada para dar cuenta de las interacciones fuertes que actúan sobre las partículas que poseen una carga de color. Las razones del confinamiento son más complicadas que las de la libertad asintótica, de hecho, todavía no se cuenta con ninguna demostración analítica de que la cromodinámica cuántica produce confinamiento. En cambio la libertad asintótica fue anticipada mediante cálculos perturbativos en 1973 por Frank Wilczek, David Gross y David Politzer que recibieron el premio Nobel de física por este trabajo en 2004.

Animación ilustrativa del confinamiento de un par quark-antiquark. A medida que se suministra energía, el tubo de flujo asociado a los gluones puede elongarse, a partir de un cierto punto el tubo acumula suficiente energía para permitir la formación de un par quark-antiquark, que es una configuración más estable. Tras la formación del par se forma un nuevo mesón que se aparta del mesón original.

El confinamiento es una propiedad curiosa de las teorías de gauge no-abelianas. Téngase en cuenta que la intensidad de las otras interacciones fundamentales (electromagnéticas, interacción débil y gravitación) disminuyen con la separación, y pueden descartarse para una separación grande. Para las interacciones fuertes, el acoplamiento entre partículas con color aumenta con la distancia, de manera aproximadamente lineal para separaciones grandes (para la interacción débil el decaimiento de la intensidad se debe a que los bosones asociados son másicos, por lo que el mecanismo de decaimiento es diferente que en el caso del electromagnetismo y la gravedad). Existe una manera gráfica de interpretar el confinamiento de los quarks, cuando dos de ellos se separan se forma un tubo de flujo entre los dos quarks por el cual circulan los gluones. La energía del tubo de flujo aumenta con la separación, es decir, la fuerza atractiva entre los quarks se hace más fuerte con la distancia. Llegada a una cierta longitud de tubo, la energía asociada ha crecido tanto que es lo suficientemente grande para formar un par quark-antiquark (nótese que la formación de un par de partículas requiere que la energía total sea superior a sus masas en reposo). Fenomenológicamente, se considera entonces que el tubo "se rompe" y que aparecen dos nuevos tubos, uno entre el quark original y el nuevo antiquark formado, y otro entre el antiquark original y el nuevo quark formado gracias a la rotura del tubo de flujo.
Si un conjunto de quarks es globalmente blanco (sin color predominante) se forma de esta manera, cesa de interaccionar directamente con el resto del sistema y forma un estado ligado llamado hadrón (residualmente un sistema "blanco" o hadrón puede formar pares de pión-antipión e interaccionar indirectamente con otros sistemas blancos, esto es lo que sucede entre los nucleones). Los quarks al interior de los hadrones están ligados por tubos de flujo entre ellos pero no con el resto del sistema; contrariamente a los quarks, los hadrones forman estados asintóticos que interaccionan débilmente a grandes distancias.
El proceso de ruptura de los tubos de flujo se repite hasta que todos los quarks producidos son reunidos en hadrones. El conjunto del proceso se denomina hadronización.

## Aspectos teóricos
A pesar de estas consideraciones intuitivas, no existe por ahora ninguna prueba formal que el confinamiento sea una característica de la QCD. Esto resulta del hecho que el confinamiento es un fenómeno de un alto acoplamiento donde dominan los efectos no-perturbativos. La ecuación semiclásica para el campo gluónico viene dada por:

{\displaystyle \partial _{\mu }\mathbf {G} ^{\mu \nu }+[\mathbf {A} _{\mu },\mathbf {G} ^{\mu \nu }]=-\mathbf {J} ^{\nu }}

Donde:
{\displaystyle \mathbf {G} _{\mu \nu }} es el campo gluónico combinado para todos los tipos de gluones, que es formalmente similar al tensor de campo electromagnético.
{\displaystyle \mathbf {A} _{\mu }} es la suma de potenciales vectoriales gluónicos, que formalmente es análogo al potencial vectorial electromagnético.
{\displaystyle \mathbf {J} ^{\nu }} es la densidad de carga de color.
{\displaystyle [\cdot ,\cdot ]}, es el paréntesis del álgebra de Lie de SU(3).
Esta ecuación es reminiscente de las ecuaciones de Maxwell que dan el campo electromagnético en términos de las corrientes y cargas, sin embargo el término entre corchetes introduce una diferencia fundamental. De hecho, ese término está asociado a una diferencia esencial entre los gluones y los fotones: los gluones tienen carga de color y pueden interaccionar entre ellos, frente a los fotones que al no poseer carga eléctrica no interaccionan entre sí. Esa diferencia crucial se supone es lo que hace que la interacción electromagnética tenga un alcance potencialmente infinito frente al muy corto alcance de la interacción fuerte.
Sin embargo, no ha podido probarse rigurosamente si la capacidad de interacción de los gluones entre sí podría explicar todos los detalles del confinamiento. Las ecuaciones semiclásicas del campo gluónico constituyen un sistema de ecuaciones complicado para 8 tipos de gluones que interaccionan entre sí. Su tratamiento cuántico es aún más complicado al no poderse realizar perturbativamente.